# Saskatchewan Highway 920
Highway 920 je silnice v kanadské provincii Saskatchewanu. Vede od provinčního parku Narrow Hills Provincial Park až do místa, kde přechází v silnici Highway 933. Je asi 40 km (25 mil) dlouhá.
Highway 920 také propojuje silnice Highway 120 a Highway 932.